# Gertrude Liebhart
Gertrude Liebhart (Langenzersdorf, 26 ottobre 1928 – 27 novembre 2008) è stata una canoista austriaca.

## Palmarès

### Olimpiadi
- Argento a Helsinki 1952 nel K1 500 metri.

### Mondiali - Velocità
- Argento a Copenaghen 1950 nel K2 500 metri.
- Bronzo a Londra 1948 nel K2 500 metri.